# Російський соус
Російський соус (англ. Russian dressing; дослівний переклад — «російська заправка») — пікантна американська заправка для салатів. Основу соусу складають майонез і кетчуп. Важливий інгредієнт такої страви американської кухні, як сендвіч «Рубен». Схожий з соусом «Тисяча островів».

## Історія
Перші згадки про російський соус датуються 1900 роком і належать американським джерелам. У 1910 році в кулінарній книзі Чарльза Феллоуза російський соус протиставляється вінегретній заправці (суміші оцту та олії) при подачі помідорів та спаржі, проте в кулінарній книзі 1913 є рецепт, що являє собою вінегретну заправку з паприкою і гірчицею.
Історики вважають, що версія соусу, заснована на майонезі, з'явилася в штаті Нью-Гемпшир, місто Нашуа на початку 1910-х років. Її оригінальним творцем вважається Джеймс Колберн. Біографічна стаття 1927 року називає його "автором і першим виробником такої чудової заправки, як російський соус". Колберн продавав цю майонезну заправку у своєму магазині принаймні з 1910 року. До 1914 Колберн налагодив виробництво соусу і почав продавати його роздрібним торговцям та готелям.
Соус стали називати «російським», тому що в початковий рецепт входила ікра, один із знакових продуктів російської кухні. Немає доказів того, що він існував де-небудь за межами Сполучених Штатів до 1910 року.

## Приготування
Російський соус зазвичай пікантний за рахунок дрібного гострого перцю пім'єнто. Окрім майонезу та кетчупу часто додається хрін, шнітт-цибуля, спеції.